# 스콧 앨런
스콧 앨런(Scott Allan, 1991년 11월 28일, 스코틀랜드 글래스고 ~ )은 스코틀랜드 출신 프로 축구 선수이다. 현재 소속팀은 없으며 포지션은 미드필더로 활약한다.